# ATP Volvo International 1992
Il Volvo International 1992 è stato un torneo di tennis giocato sul cemento del Cullman-Heyman Tennis Center di New Haven negli Stati Uniti. Il torneo fa parte della categoria ATP Championship Series nell'ambito dell'ATP Tour 1992. Si è giocato dal 17 al 24 agosto 1992.

## Campioni

### Singolare maschile
Stefan Edberg ha battuto in finale  MaliVai Washington con il punteggio di 7–6(4), 6–1.

### Doppio maschile
Kelly Jones /  Rick Leach hanno battuto in finale   Patrick McEnroe /  Jared Palmer con il punteggio di 7–6, 6–7, 6–2.